# Coffee and TV
Coffee and TV ist ein Rocksong der britischen Alternative-Band Blur. Es ist die zweite Singleauskopplung ihres sechsten Studioalbums 13 und zudem einer der populärsten Beiträge der Band mit ihrem Leadgitarristen Graham Coxon als Sänger.

## Beschreibung
Der Song, der größtenteils aus wiederkehrenden B-, G-, F- und C-Akkorden besteht, wurde am 28. Juni 1999 veröffentlicht und steht mit seiner überwiegend ruhigen Spielart und dem schüchternen Gesang Coxons im Gegensatz zum Rest des Albums für die Indie-Rock-Anfänge der Band. Es ist eines der wenigen Blur-Stücke mit Coxon als Hauptsänger.
Der Text wurde von Graham Coxon geschrieben und bezieht sich auf dessen Kampf mit der Alkoholsucht. So singt er unter anderem:

“Sociability, it’s hard enough for me, take me away from this big bad world”

„Geselligkeit ist schwer genug für mich, bring mich weg von dieser großen, bösen Welt“

Der Song erreichte in den UK-Charts Platz 11 und ist somit ein kleiner Hit des Albums 13, dessen Verkaufszahlen trotz guter Kritiken hinter den Erwartungen zurückblieben.

## Musikvideo
Das Musikvideo dreht sich überwiegend um eine animierte Milchtüte, die sich auf die Suche nach dem vermissten Graham Coxon macht, den sie schlussendlich beim Musizieren mit seinen Bandkollegen in einem Keller findet und nach Hause führt.
Das Musikvideo wurde u. a. als Bestes Musikvideo auf den NME Awards und bei den MTV Europe Music Awards 1999 ausgezeichnet.

## Formate
CD
1. Coffee And TV
2. Handel Stylee
3. Metal Hip Slop (Grahams Bugman Remix)

Kassette
1. Coffee And TV
2. X-Offender

12"
1. Coffee & TV
2. Handel Stylee
3. Metal Hip Slop (Grahams Bugman Remix)
4. X-Offender
5. Coyote

## Kommerzieller Erfolg

### Chartplatzierungen
| ChartsChartplatzierungen     | Höchstplatzierung | Wochen |
| ---------------------------- | ----------------- | ------ |
| Vereinigtes Königreich (OCC) | 11 (9 Wo.)        | 9      |

### Auszeichnungen für Musikverkäufe
| Land/Region                  | Auszeichnungen für Musikverkäufe (Land/Region, Auszeichnung, Verkäufe) | Verkäufe |
| ---------------------------- | ---------------------------------------------------------------------- | -------- |
| Vereinigtes Königreich (BPI) | Gold                                                                   | 400.000  |
| Insgesamt                    | 1× Gold ·                                                              | 400.000  |